# Lee Eun-hye (Tennisspielerin, 2000)
Lee Eun-hye (koreanisch 이은혜; * 10. Mai 2000) ist eine südkoreanische Tennisspielerin.

## Karriere
Lee gewann bislang fünf Einzeltitel und sieben Doppeltitel auf Turnieren der ITF Women’s World Tennis Tour.
2017 trat sie bei den Australian Open im Juniorinneneinzel und Juniorinnendoppel an, verlor aber jeweils bereits in der ersten Runde.
Ihr Debüt auf der WTA Challenger Tour gab sie 2021 bei den Hana Bank Korea Open, wo sie aber bereits in der ersten Runde gegen Peangtarn Plipuech mit 6:1, 3:6 und 4:6 verlor.
2022 trat sie bei der Qualifikation zu den Hana Bank Korea Open an, ihrem ersten Turnier auf der WTA Tour. Sie verlor aber bereits ihr erstes Qualifikationsspiel gegen Victoria Jiménez Kasintseva mit 1:6 und 1:6. Im Februar 2023 konnte sie dann ihr zweites Turnier im Einzel auf der ITF-Tour gewinnen.

## Turniersiege

### Einzel
| Nr. | Datum             | Turnier             | Kategorie | Belag     | Finalgegnerin     | Ergebnis |
| --- | ----------------- | ------------------- | --------- | --------- | ----------------- | -------- |
| 1.  | 16. Juni 2019     | Gimcheon            | ITF W15   | Hartplatz | Misaki Matsuda    | 6:3, 6:3 |
| 2.  | 26. Februar 2023  | Scharm asch-Schaich | ITF W15   | Hartplatz | Klaudija Bubelytė | 6:4, 6:1 |
| 3.  | 28. Juli 2024     | Sapporo             | ITF W15   | Hartplatz | Mio Mushika       | 7:5, 6:3 |
| 4.  | 17. November 2024 | Scharm asch-Schaich | ITF W15   | Hartplatz | Arlinda Rushiti   | 6:1, 6:4 |
| 5.  | 16. März 2025     | Nonthaburi          | ITF W35   | Hartplatz | Back Da-yeon      | 6:3, 6:4 |

### Doppel
| Nr. | Datum             | Turnier             | Kategorie | Belag     | Partnerin       | Finalgegnerinnen                   | Ergebnis          |
| --- | ----------------- | ------------------- | --------- | --------- | --------------- | ---------------------------------- | ----------------- |
| 1.  | 23. November 2019 | Scharm asch-Schaich | ITF W15   | Hartplatz | Jeong Yeong-won | Michaëlla Krajicek Valentina Ryser | ohne Spiel        |
| 2.  | 3. September 2022 | Yeongwol            | ITF W15   | Hartplatz | Back Da-yeon    | Junri Namigata Riko Sawayanagi     | 7:5, 3:6, [13:11] |
| 3.  | 5. Oktober 2024   | Yeongwol            | ITF W15   | Hartplatz | Back Da-yeon    | Kim Na-ri Ye Qiuyu                 | 6:1, 6:1          |
| 4.  | 2. November 2024  | Scharm asch-Schaich | ITF W15   | Hartplatz | Kim Yu-jin      | Yasmin Ezzat Katarína Kužmová      | 4:6, 6:3, [11:9]  |
| 5.  | 15. Februar 2025  | Timaru              | ITF W35   | Hartplatz | Back Da-yeon    | Choi Onyu Nanari Katsumi           | 7:5, 6:3          |
| 6.  | 24. Mai 2025      | Andong              | ITF W35   | Hartplatz | Back Da-yeon    | Han Hyeong-ju Kim Eun-chae         | 3:6, 6:2, [10:4]  |
| 7.  | 31. Mai 2025      | Daegu               | ITF W15   | Hartplatz | Back Da-yeon    | Kim Da-bin Ku Yeon-woo             | 6:1, 6:1          |